# Rinke za kratami
Rinke za kratami – polski magazyn dokumentalny prowadzony przez Rinke Rooyensa, który jest też reżyserem programu i emitowany od 9 września 2015 do 9 listopada 2016 na antenie Polsatu.

## Charakterystyka programu
Program przedstawiał historie osadzonych, którzy odbywali kary pozbawienia wolności za popełnione przez nich ciężkie przestępstwa.

## Spis serii
| Seria | Seria | Odcinki    | Premiera serii  | Finał serii       | Pora emisji |
| ----- | ----- | ---------- | --------------- | ----------------- | ----------- |
|       | 1     | 1–10 (10)  | 9 września 2015 | 11 listopada 2015 | środa 22.05 |
|       | 2     | 11–20 (10) | 7 września 2016 | 9 listopada 2016  | środa 22.05 |